# Maß- und Eichgesetz
Das Bundesgesetz vom 5. Juli 1950 über das Maß- und Eichwesen (Maß- und Eichgesetz – MEG) ist ein österreichisches Bundesgesetz, bestehend aus fünf Teilen. Es setzt die Richtlinie 80/181/EWG und die Richtlinie 2004/22/EG über Messgeräte in österreichisches Recht um.

## Gliederung

### Erster Teil
Der erste Teil regelt in den § 1 bis § 5 die Gesetzlichen Maßeinheiten. § 3 regelt dabei unter anderem die Vorsätze für Maßeinheiten.

### Zweiter Teil
Der zweite Teil ist in die Abschnitte A bis F eingeteilt und regelt in den § 7 bis § 57 das Eichwesen. Dabei werden unter anderem die Eichpflicht von Messgeräten im amtlichen und rechtsgeschäftlichen Verkehr, im Gesundheits-, Sicherheits- und Verkehrswesen und für den Umweltschutz näher bestimmt. Außerdem wird die Überwachungszuständigkeit von Schankgefäßen und Fertigpackungen geregelt sowie die behördliche Gliederung und  die amtlichen Verfahrensweisen des Eichwesens definiert. Der zweite  Teil schließt mit der Regelung von Kosten und Gebühren.

### Dritter Teil
Der dritte Teil umfasst (nach Streichung der §§58–59) die § 60 bis § 62a und regelt das Prüfwesen. Dieses besteht aus Prüfdienst sowie öffentlichen Wägeanstalten.

### Vierter Teil
Der vierte Teil besteht lediglich aus dem § 63 und enthält Strafvorschriften. Angedroht werden Geldstrafen bis 10.900 €.

### Fünfter  Teil
Im fünften Teil werden in den § 64 bis § 72 Übergangs- und Schlussbestimmungen behandelt.

## Liste der gesetzlichen Einheiten in Österreich mit besonderem Namen
| Einheitenname               | Einheitenzeichen | Größe                                                       |
| --------------------------- | ---------------- | ----------------------------------------------------------- |
| Ampere                      | A                | elektrische Stromstärke                                     |
| Ar                          | a                | Fläche von Grundstücken und Flurstücken                     |
| Atomare Masseneinheit       | u                | Masse in der Atomphysik                                     |
| Bar                         | bar              | Druck                                                       |
| Barn                        | b                | Wirkungsquerschnitt                                         |
| Becquerel                   | Bq               | Aktivität einer radioaktiven Substanz                       |
| Bel                         | B                | Leistungsverhältnis, Energieverhältnis                      |
| Candela                     | cd               | Lichtstärke                                                 |
| Coulomb                     | C                | elektrische Ladung, Elektrizitätsmenge                      |
| Dezibel                     | dB               | Leistungsverhältnis, Energieverhältnis                      |
| Dioptrie                    | dpt              | Brechwert von optischen Systemen                            |
| Elektronvolt                | eV               | Energie in der Atomphysik                                   |
| Farad                       | F                | elektrische Kapazität                                       |
| Gon                         | gon              | ebener Winkel                                               |
| Grad                        | °                | ebener Winkel                                               |
| Grad Celsius                | °C               | Celsius-Temperatur                                          |
| Gramm                       | g                | Masse                                                       |
| Gray                        | Gy               | Energiedosis, spezifische Energie, Kerma, Energiedosisindex |
| Hektar                      | ha               | Fläche von Grundstücken und Flurstücken                     |
| Henry                       | H                | Induktivität                                                |
| Hertz                       | Hz               | Frequenz                                                    |
| Joule                       | J                | Energie, Arbeit, Wärmemenge                                 |
| Karat                       |                  | Masse von Edelsteinen                                       |
| Katal                       | kat              | katalytische Aktivität                                      |
| Kelvin                      | K                | thermodynamische Temperatur                                 |
| Kilogramm                   | kg               | Masse                                                       |
| Liter                       | l, L             | Volumen                                                     |
| Lumen                       | lm               | Lichtstrom                                                  |
| Lux                         | lx               | Beleuchtungsstärke                                          |
| Meter                       | m                | Länge                                                       |
| Millimeter-Quecksilbersäule | mmHg             | Blutdruck und Druck anderer Körperflüssigkeiten             |
| Minute                      | min              | Zeit                                                        |
| Mol                         | mol              | Stoffmenge                                                  |
| Newton                      | N                | Kraft                                                       |
| Neugrad                     | gon              | ebener Winkel                                               |
| Neuminute                   | c                | ebener Winkel                                               |
| Neusekunde                  | cc               | ebener Winkel                                               |
| Ohm                         | Ω                | elektrischer Widerstand                                     |
| Pascal                      | Pa               | Druck                                                       |
| Radiant                     | rad              | ebener Winkel                                               |
| Sekunde                     | s                | Zeit                                                        |
| Siemens                     | S                | elektrischer Leitwert                                       |
| Sievert                     | Sv               | Äquivalentdosis                                             |
| Steradiant                  | sr               | Raumwinkel                                                  |
| Stunde                      | h                | Zeit                                                        |
| Tag                         | d                | Zeit                                                        |
| Tesla                       | T                | magnetische Flussdichte                                     |
| Tex                         | tex              | längenbezogene Masse von textilen Fasern und Garnen         |
| Tonne                       | t                | Masse                                                       |
| Var                         | var              | Blindleistung in der elektrischen Energietechnik            |
| Varsekunde                  | vars             | elektrische Blindenergie                                    |
| Varstunde                   | varh             | elektrische Blindenergie                                    |
| Vollwinkel                  |                  | ebener Winkel                                               |
| Volt                        | V                | elektrisches Potential, elektrische Spannung                |
| Voltamperesekunde           | VAs              | elektrische Scheinenergie                                   |
| Voltamperestunde            | VAh              | elektrische Scheinenergie                                   |
| Voltampere                  | VA               | elektrische Scheinleistung                                  |
| Watt                        | W                | Leistung, Energiestrom                                      |
| Wattstunde                  | Wh               | Arbeit, Energie                                             |
| Weber                       | Wb               | magnetischer Fluss                                          |
| Winkelsekunde               | ″                | ebener Winkel                                               |
| Winkelminute                | '                | ebener Winkel                                               |
| Quelle: § 2                 |                  |                                                             |